# Роза Аль-Намрі
Роза Аль-Намрі (нар. 28 жовтня 1989, Київ, Україна) — українська журналістка, телеведуча. Стала відомою після участі у телепроєкті «Холостяк-3». Згодом стала журналісткою та ведучою шоу «Неймовірна правда про зірок», ведучою пост-шоу «Як вийти заміж», «Світами за скарбами» на телеканалі СТБ. У 2019 році головна героїня реаліті-шоу «7Я Рози» на Новому каналі.

## Біографія
Народилась 28 жовтня 1989 року в Києві у сім'ї Махмуда Аль-Намрі родом з Південного Ємена та українки Наталії Макеріної. Має трьох сестер та брата[джерело?]. Закінчила гімназію № 91 із золотою медаллю. У дитинстві була президентом школи та лідеркою Шевченківського району м. Києва. Вивчала англійську та арабську.
У 2006 році перемогла на конкурсі читців поезії Шевченка у Спілці письменників України. Одразу після школи вступила до університету та стала працювати ведучою на радіо «Культура».
У 2010 році закінчила Київський національний університет театру кіно і телебачення імені І. К. Карпенка-Карого за спеціальністю «диктор та ведучий програм телебачення» з відзнакою[джерело?], а у 2012 році за спеціальністю «організація кіно- та телепроцесів», з відзнакою[джерело?].

## Творчість
| Рік  | Фільм           | Роль  |
| ---- | --------------- | ----- |
| 2016 | «Співачка»      | Аїша  |
| 2017 | "Райське місце" | Ілона |

| Рік       | Проєкт                        | Телеканал   | Роль                |
| --------- | ----------------------------- | ----------- | ------------------- |
| 2011      | «МастерШеф»                   | СТБ         | журналістка         |
| 2013      | «Холостяк-3»                  | СТБ         | учасниця            |
| 2013-2014 | «Неймовірна правда про зірок» | СТБ         | журналістка, ведуча |
| 2018      | «Світами за скарбами»         | СТБ         | ведуча              |
| 2014-2019 | «Як вийти заміж»              | СТБ         | ведуча              |
| 2019      | «7Я Рози»                     | Новий канал | головна героїня     |